# هانا سيلكوك
هانا ماري كاجازا سيلكوك (مواليد 18 سبتمبر 2004) لاعبة كرة قدم إنجليزية محترفة، تلعب في مركز قلب دفاع في نادي ليفربول لكرة القدم للسيدات، ضمن الدوري الممتاز للسيدات، ومنتخب إنجلترا تحت 23 سنة لكرة القدم للسيدات. سبق لسيلكوك أن لعبت مع بلاكبيرن روفرز، ومثلت إنجلترا في منتخب إنجلترا تحت 19 سنة لكرة القدم للسيدات.

## مسيرتها الكروية

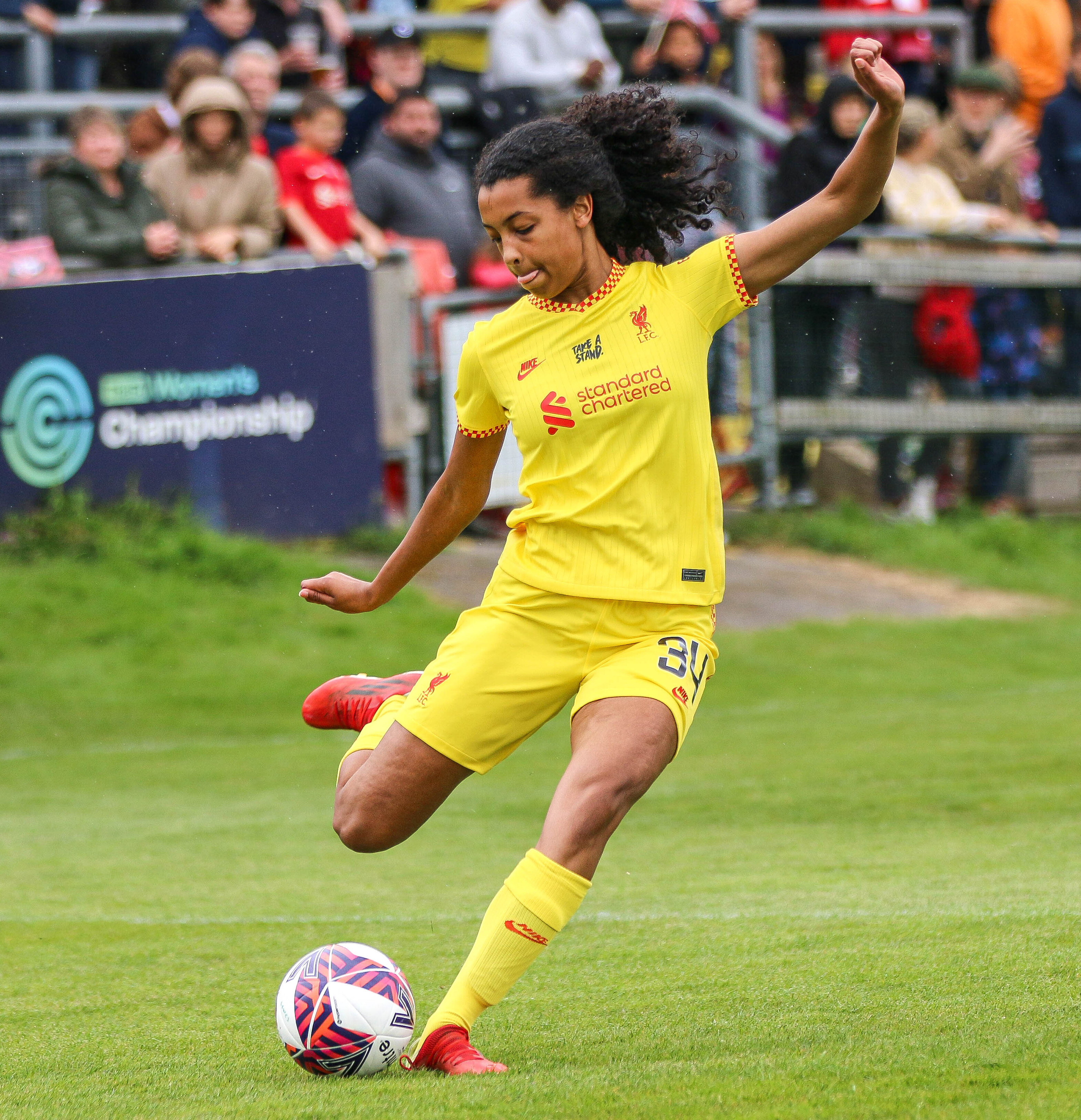
سيلكوك يلعب مع نادي ليفربول للسيدات ضد نادي لويس للسيدات، مايو 2022

ظهرت سيلكوك لأول مرة مع فريق ليفربول في موسم 2021-22. شاركت خمس مرات في مباريات بطولة الاتحاد الإنجليزي لكرة القدم للسيدات، وكأس الدوري، وكأس الاتحاد الإنجليزي. في 6 أكتوبر 2022، وقعت سيلكوك أول عقد احترافي لها مع نادي ليفربول للسيدات في سن 18 عامًا، بعد أن انضمت إلى النادي في سن 8 سنوات ولعبت مع فريق المواهب الإقليمي تحت 16 عامًا. في 7 ديسمبر، شاركت في التشكيلة الأساسية لمباراة كأس رابطة 2022–23 ضد مانشستر يونايتد، وأشاد بها المدرب مات بيرد، على الرغم من خسارة الفريق 2–0.
في 25 أغسطس 2023، انضمت سيلكوك إلى نادي بلاكبيرن روفرز، المنتمي لدوري الدرجة الأولى للسيدات، على سبيل الإعارة لموسم 2023-24. في 4 مارس استقبلت هدفًا في مرماها ضد دورهام في مباراة التعادل 2-2 بعد أن حولت كرة عرضية إلى مرماها، ثم سجلت هدفًا ضد شيفيلد يونايتد في 28 أبريل.

## مسيرتها الدولية
في أكتوبر 2022، تلقت سيلكوك أول استدعاء لها للانضمام إلى منتخب إنجلترا لكرة القدم للسيدات تحت 19 عامًا لتصفيات بطولة أوروبا للسيدات تحت 19 عامًا 2023. شاركت لأول مرة مع منتخب الشباب في التشكيلة الأساسية ضد سلوفاكيا في 5 أكتوبر، ثم ظهر كلاعبة بديلة ضد سلوفينيا. في أبريل 2023، ظهر سيلكوك كلاعب وسط دفاعي رقم 6 في مباريات التصفيات المؤهلة للدور الثاني. مع فشل إنجلترا في التأهل إلى البطولة النهائية بعد هزيمتها 1-0 أمام إسبانيا. في نوفمبر 2023، تم ضم سيلكوك إلى تشكيلة منتخب إنجلترا لكرة القدم للسيدات تحت 23 عامًا. في 26 فبراير 2024، سجلت هدفها الدولي الأول للشباب ضد هولندا بعد ظهورها الأول مع الفريق.

## إحصائيات

### النادي
آخر تحديث 9 فبراير 2025.
| النادي                 | الموسم  | الدوري                                     | الدوري | الدوري  | الكأس الوطنية | الكأس الوطنية | كأس الدوري | كأس الدوري | الإجمالي | الإجمالي |
| النادي                 | الموسم  | القسم                                      | لعب    | الأهداف | لعب           | الأهداف       | لعب        | الأهداف    | لعب      | الأهداف  |
| ---------------------- | ------- | ------------------------------------------ | ------ | ------- | ------------- | ------------- | ---------- | ---------- | -------- | -------- |
| ليفربول                | 2021–22 | بطولة الاتحاد الإنجليزي لكرة القدم للسيدات | 2      | 0       | 1             | 0             | 2          | 0          | 5        | 0        |
| ليفربول                | 2022–23 | دوري السوبر للسيدات                        | 1      | 0       | 0             | 0             | 4          | 0          | 5        | 0        |
| ليفربول                | 2023–24 | دوري السوبر للسيدات                        | 0      | 0       | 0             | 0             | 0          | 0          | 0        | 0        |
| ليفربول                | 2024–25 | دوري السوبر للسيدات                        | 5      | 0       | 0             | 0             | 3          | 0          | 8        | 0        |
| ليفربول                | المجموع | المجموع                                    | 8      | 0       | 1             | 0             | 9          | 0          | 18       | 0        |
| بلاكبيرن روفرز (إعارة) | 2023–24 | بطولة الاتحاد الإنجليزي لكرة القدم للسيدات | 21     | 1       | 1             | 0             | 3          | 0          | 25       | 1        |
| إجمالي                 | إجمالي  | إجمالي                                     | 29     | 1       | 2             | 0             | 12         | 0          | 43       | 1        |

1. ↑  يشمل كأس الاتحاد الإنجليزي للسيدات
2. ↑  يشمل كأس الدوري الإنجليزي للسيدات

## الإنجازات
ليفربول
- بطولة الاتحاد الإنجليزي لكرة القدم للسيدات: 2021–22